# Zaz

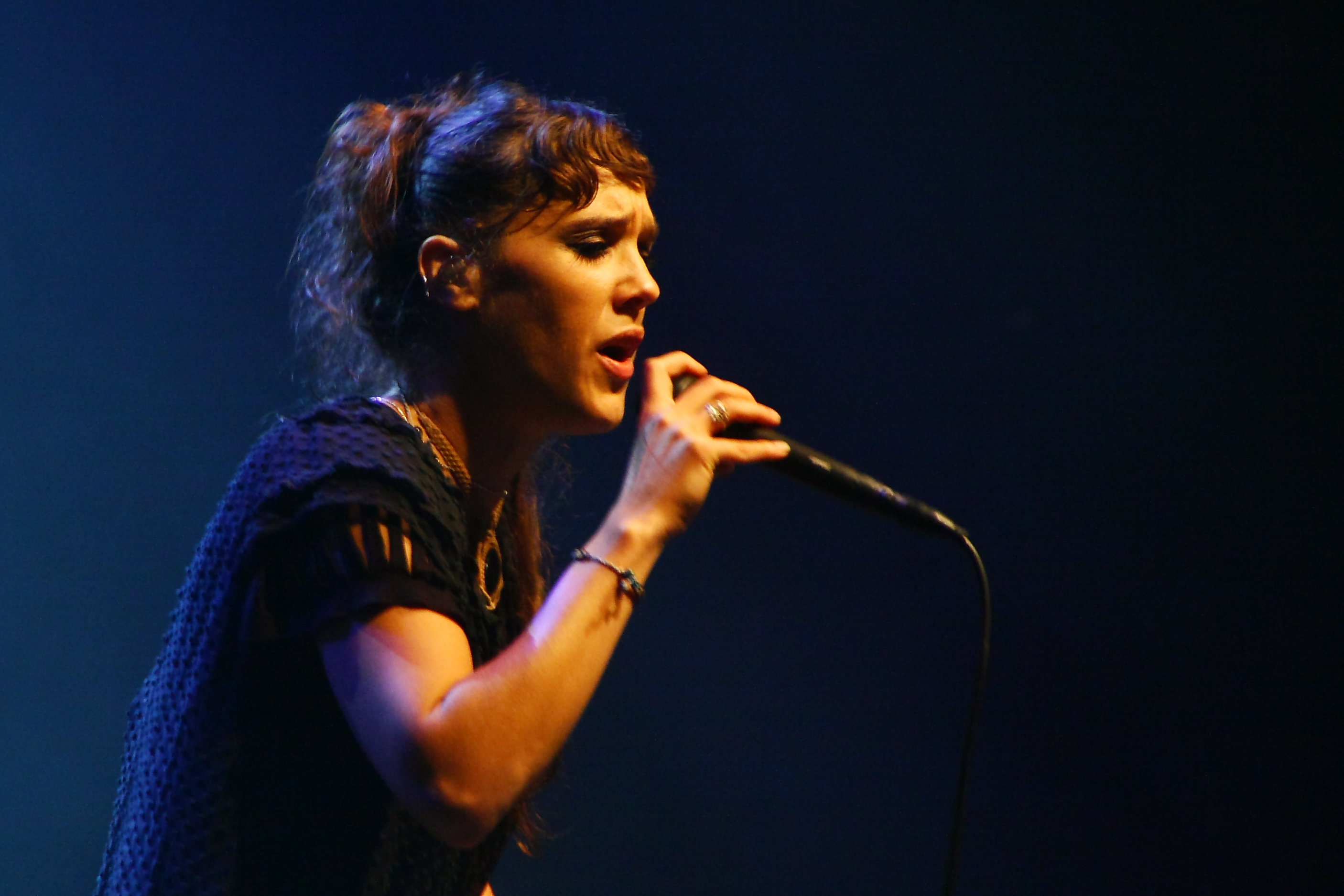
Zaz beim Rudolstadt-Festival 2011

Zaz (bürgerlich Isabelle Geffroy; * 1. Mai 1980 in Tours) ist eine französische Nouvelle-Chanson-Sängerin und Liedtexterin, die auch auf Stilmittel des Jazzgesangs zurückgreift.

## Leben
Mit sieben Jahren errang Isabelle Geffroy in einem Rundfunk-Casting den zweiten Platz. Mit 20 Jahren studierte Zaz am Centre d’Information et d’Activités Musicales (CIAM) in Bordeaux und sang in der Latin-Rockband Don Diego. Höhepunkt der gemeinsamen Zeit war ein Auftritt beim Festival Musiques Métisses d’Angoulême. Ab 2006 sang sie für anderthalb Jahre in Paris im Ensemble eines Cabarets mit dem Namen Les trois maillets, mit dem sie täglich fünf Stunden auf der Bühne stand.
Nach der Zeit im Cabaret lernte sie den Produzenten Kerredine Soltani kennen, mit dem sie ihren Hit Je veux komponierte. In dieser Zeit musizierte sie auch gelegentlich mit zwei befreundeten Musikern auf den Straßen im Künstlerviertel Montmartre in Paris.

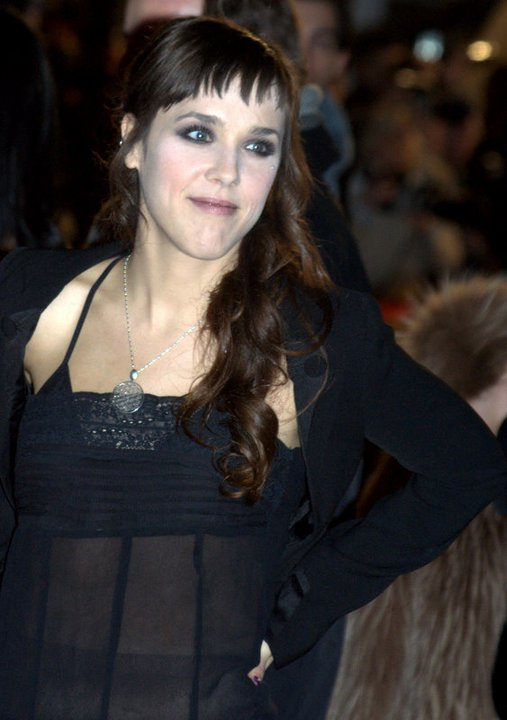
Zaz bei den NRJ Music Awards 2011

Sie sang vor 10.000 Zuschauern im Stadion von Hendaye, als Interpretin eines Édith-Piaf-„Greatest-Hits“-Sets in Sibirien, bei Gratis-Konzerten in kolumbianischen Salzminen und auf Tour durch Ägypten.
Im Jahr 2009 siegte sie überraschend beim Talentwettbewerb Réservoir Generation von France Bleu, der im Pariser Olympia ausgetragen wurde. Im Gegensatz zu allen anderen Teilnehmern war Zaz ohne Fanclub angereist und begeisterte das Publikum. Daraufhin schrieb Raphaël Haroche drei Songs für sie.
Das nach ihr benannte Debütalbum nahm Zaz im Frühjahr 2010 in Québec und Frankreich auf. Es erreichte Platz eins in den französischen Albumcharts und blieb dort ein halbes Jahr. Neben Fernseh-Auftritten u. a. bei Chabada show auf France 3 trat sie beim Festival Montauban Alors Chante, beim Kuala Lumpur French Art Festival in Malaysia, beim Francofolies in La Rochelle und beim Festival Jazz Musette des Puces in Saint-Ouen auf. Bei letzterem mit Thomas Dutronc, Marcel Azzola und Maurane. In Deutschland erschien Zaz am 10. Mai 2010. Es erreichte Platz drei der deutschen Media-Control-Charts und erhielt mit 500.000 Verkäufen zweifachen Platin-Status. Bei der Echoverleihung 2011 war sie in der Kategorie Newcomer des Jahres (international) nominiert, 2012 ein zweites Mal in der Kategorie Künstlerin International Rock/Pop.
2011 wurde sie mit dem European Border Breakers Award (EBBA) ausgezeichnet.
Am 23. Dezember 2011 erschien das Live-Album Sans Tsu Tsou.
In Kinofilm Hugo Cabret von 2012 singt Zaz das Lied im Abspann, „Coeur volant“.
Im Herbst 2012 bestieg sie mit dem Gitarristen Benoît Simon und dem Kontrabassisten Ilan Abou den Mont Blanc und spielte mit ihnen auf dem Gipfel unplugged und nur in Anwesenheit der sie begleitenden Bergführer und der Aufnahmecrew das Lied Je veux. Der über dieses Abenteuer entstandene Kurzfilm „Zaz – die Geschichte eines Aufstiegs“ (Zaz – l’histoire d'une ascension), von ZDF und arte koproduziert, wurde später als DVD der Collector’s edition ihres zweiten Albums beigefügt, auf dem sie mit La lessive auch einen Song über diese Besteigung veröffentlicht hat.
Sie engagiert sich bei Colibri, einer 2007 von Pierre Rabhi gegründete Bewegung für die Erde und den Humanismus, die sich um ein neues Gesellschaftsmodell bemüht. Alle Merchandising-Einnahmen kommen dieser basis-ökologischen Organisation zugute. Ebenso war sie bislang (2022) acht Mal an den Auftritten von Les Enfoirés beteiligt, die den Restos du Cœur zugutekommen.

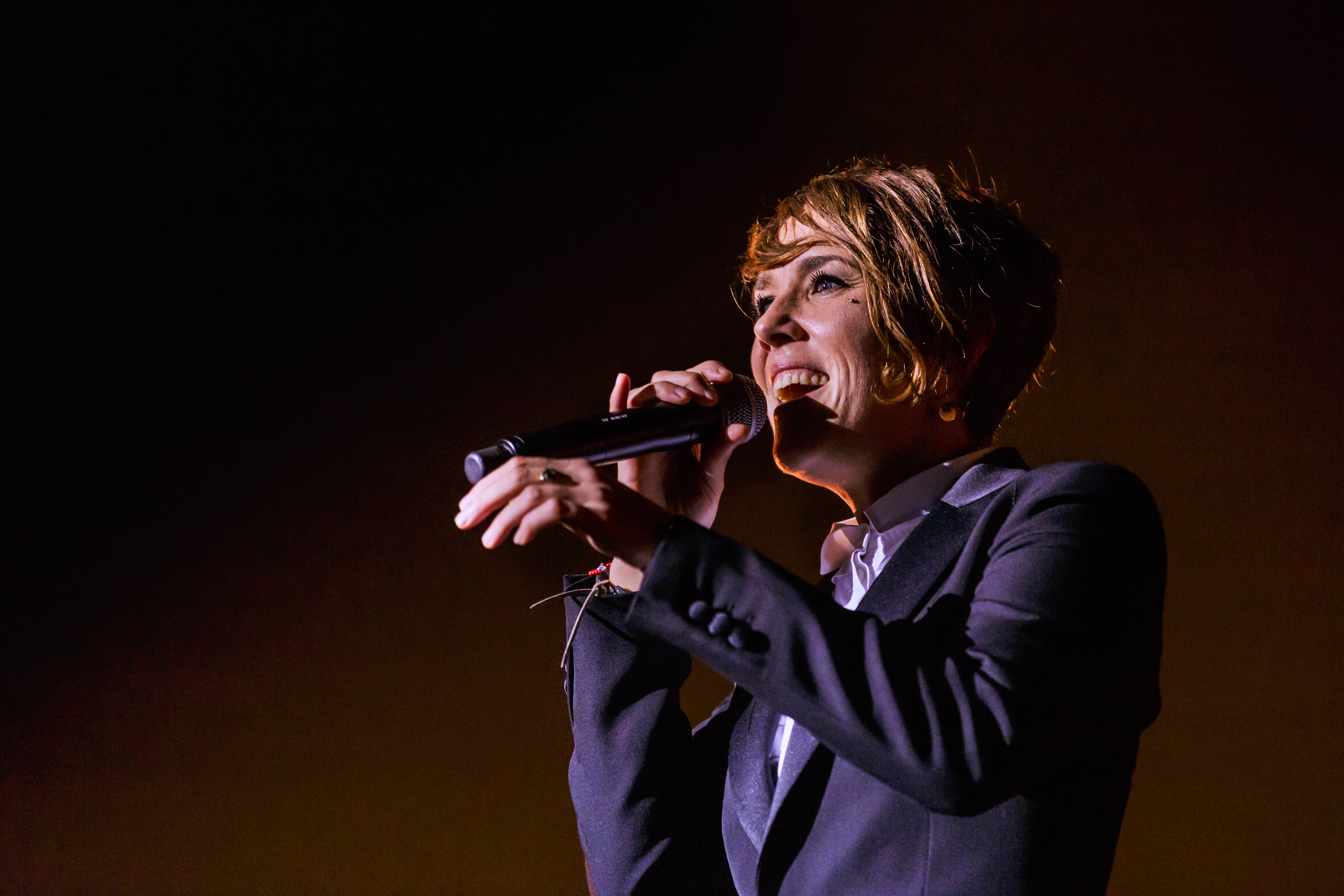
Zaz bei einem Konzert während der „Paris-Tour“ in Brest (2016)

Im Mai 2013 erschien das zweite Studioalbum Recto verso, dessen erste Single On ira in den deutschsprachigen Ländern bereits im April 2013 veröffentlicht wurde.
2013 interpretierte sie das Lied Belle zum französischen Kinofilm Belle et Sébastien.
Ihr drittes Studioalbum Paris erschien im November 2014. Dieses Album ist der französischen Hauptstadt gewidmet und besteht aus Neuinterpretationen der berühmtesten Songs über die „Stadt des Lichts“. Produziert wurde das Album unter Beteiligung der Produzenten Quincy Jones und John Clayton. Die erste Single Paris Sera Toujours Paris wurde in den deutschsprachigen Ländern schon im September 2014 veröffentlicht.
2017 rief Zaz das Crussol Festival ins Leben, das seitdem jährlich als Open-Air-Veranstaltung in der Nähe der Ruinen der Burg Crussol in Saint-Péray, Auvergne-Rhône-Alpes stattfindet.
Am 16. November 2018 veröffentlichte Zaz das vierte Studioalbum Effet miroir, auf dem sie sowohl französisch als auch spanisch singt. Die erste Single-Auskopplung daraus ist das Lied Qué vendrá.
Am 22. Oktober 2021 erschien nach dreijähriger Pause das Studioalbum Isa, dem die Single-Auskopplung Imagine vorangegangen war. Enthalten ist unter anderem die Ballade Le Jardin des Larmes, die Zaz mit Rammstein-Frontmann Till Lindemann aufnahm.
Seit demselben Jahr ist Zaz zum zweiten Mal verheiratet und Stiefmutter einer Tochter. Die Identität ihres Ehemanns hält sie geheim.
Im September 2024 wurden die Arbeiten an einem sechsten Studioalbum bestätigt, verbunden mit der Ankündigung einer Europatournee im Winter 2024/25. Der geplante Titel lautet »Sains & saufs«.

## Diskografie

### Studioalben
| Jahr | Titel Musiklabel           | Höchstplatzierung, Gesamtwochen, AuszeichnungChartplatzierungen (Jahr, Titel, Musiklabel, Platzierungen, Wochen, Auszeichnungen, Anmerkungen) | Höchstplatzierung, Gesamtwochen, AuszeichnungChartplatzierungen (Jahr, Titel, Musiklabel, Platzierungen, Wochen, Auszeichnungen, Anmerkungen) | Höchstplatzierung, Gesamtwochen, AuszeichnungChartplatzierungen (Jahr, Titel, Musiklabel, Platzierungen, Wochen, Auszeichnungen, Anmerkungen) | Höchstplatzierung, Gesamtwochen, AuszeichnungChartplatzierungen (Jahr, Titel, Musiklabel, Platzierungen, Wochen, Auszeichnungen, Anmerkungen) | Höchstplatzierung, Gesamtwochen, AuszeichnungChartplatzierungen (Jahr, Titel, Musiklabel, Platzierungen, Wochen, Auszeichnungen, Anmerkungen) | Anmerkungen                                                 |
| Jahr | Titel Musiklabel           | DE | AT | CH | FR | BEW | Anmerkungen                                                 |
| ---- | -------------------------- | --- | --- | --- | --- | --- | ----------------------------------------------------------- |
| 2010 | Zaz Play On (WMG)          | DE3 ×2Doppelplatin · (126 Wo.)DE | AT12 Platin · (81 Wo.)AT | CH10 ×2Doppelplatin · (149 Wo.)CH | FR1 ×2Doppeldiamant · (287 Wo.)FR | BEW1 ×3Dreifachplatin · (86 Wo.)BEW | Erstveröffentlichung: 10. Mai 2010 Verkäufe: + 1.600.000    |
| 2013 | Recto verso Play On (WMG)  | DE2 Gold · (27 Wo.)DE | AT4 Gold · (24 Wo.)AT | CH1 Platin · (64 Wo.)CH | FR2 Diamant · (149 Wo.)FR | BEW3 Gold · (72 Wo.)BEW | Erstveröffentlichung: 13. Mai 2013 Verkäufe: + 677.500      |
| 2014 | Paris Play On (WMG)        | DE5 Gold · (32 Wo.)DE | AT4 Gold · (15 Wo.)AT | CH3 Gold · (27 Wo.)CH | FR2 ×3Dreifachplatin · (93 Wo.)FR | BEW2 Gold · (77 Wo.)BEW | Erstveröffentlichung: 7. November 2014 Verkäufe: + 457.500  |
| 2018 | Effet miroir Play On (WMG) | DE3 (26 Wo.)DE | AT18 (6 Wo.)AT | CH5 (24 Wo.)CH | FR5 Platin · (39 Wo.)FR | BEW9 (35 Wo.)BEW | Erstveröffentlichung: 16. November 2018 Verkäufe: + 100.000 |
| 2021 | Isa Parlophone (WMG)       | DE10 (18 Wo.)DE | AT10 (7 Wo.)AT | CH5 (19 Wo.)CH | FR2 Gold · (39 Wo.)FR | BEW4 (39 Wo.)BEW | Erstveröffentlichung: 22. Oktober 2021 Verkäufe: + 50.000   |

### Livealben
| Jahr | Titel Musiklabel                      | Höchstplatzierung, Gesamtwochen, AuszeichnungChartplatzierungen (Jahr, Titel, Musiklabel, Platzierungen, Wochen, Auszeichnungen, Anmerkungen) | Höchstplatzierung, Gesamtwochen, AuszeichnungChartplatzierungen (Jahr, Titel, Musiklabel, Platzierungen, Wochen, Auszeichnungen, Anmerkungen) | Höchstplatzierung, Gesamtwochen, AuszeichnungChartplatzierungen (Jahr, Titel, Musiklabel, Platzierungen, Wochen, Auszeichnungen, Anmerkungen) | Höchstplatzierung, Gesamtwochen, AuszeichnungChartplatzierungen (Jahr, Titel, Musiklabel, Platzierungen, Wochen, Auszeichnungen, Anmerkungen) | Höchstplatzierung, Gesamtwochen, AuszeichnungChartplatzierungen (Jahr, Titel, Musiklabel, Platzierungen, Wochen, Auszeichnungen, Anmerkungen) | Anmerkungen                                                |
| Jahr | Titel Musiklabel                      | DE | AT | CH | FR | BEW | Anmerkungen                                                |
| ---- | ------------------------------------- | --- | --- | --- | --- | --- | ---------------------------------------------------------- |
| 2011 | Sans tsu tsou Live Tour Play On (WMG) | — | — | — | FR24 Gold · (40 Wo.)FR | BEW27 (29 Wo.)BEW | Erstveröffentlichung: 5. Dezember 2011 Verkäufe: + 50.000  |
| 2015 | Sur la route Play On (WMG)            | — | — | CH9 (23 Wo.)CH | FR4 Platin · (50 Wo.)FR | BEW10 (30 Wo.)BEW | Erstveröffentlichung: 30. Oktober 2015 Verkäufe: + 100.000 |

### Singles
| Jahr | Titel Album                            | Höchstplatzierung, Gesamtwochen, AuszeichnungChartplatzierungen (Jahr, Titel, Album, Platzierungen, Wochen, Auszeichnungen, Anmerkungen) | Höchstplatzierung, Gesamtwochen, AuszeichnungChartplatzierungen (Jahr, Titel, Album, Platzierungen, Wochen, Auszeichnungen, Anmerkungen) | Höchstplatzierung, Gesamtwochen, AuszeichnungChartplatzierungen (Jahr, Titel, Album, Platzierungen, Wochen, Auszeichnungen, Anmerkungen) | Höchstplatzierung, Gesamtwochen, AuszeichnungChartplatzierungen (Jahr, Titel, Album, Platzierungen, Wochen, Auszeichnungen, Anmerkungen) | Höchstplatzierung, Gesamtwochen, AuszeichnungChartplatzierungen (Jahr, Titel, Album, Platzierungen, Wochen, Auszeichnungen, Anmerkungen) | Anmerkungen                                                       |
| Jahr | Titel Album                            | DE | AT | CH | FR | BEW | Anmerkungen                                                       |
| ---- | -------------------------------------- | --- | --- | --- | --- | --- | ----------------------------------------------------------------- |
| 2010 | Je veux Zaz                            | DE22 Gold · (49 Wo.)DE | AT16 (17 Wo.)AT | CH23 Platin · (30 Wo.)CH | FR34 (27 Wo.)FR | BEW2 Platin · (46 Wo.)BEW | Erstveröffentlichung: 10. Mai 2010 Verkäufe: + 240.000            |
| 2010 | Le long de la route Zaz                | — | — | — | FR62 (6 Wo.)FR | BEW16 (11 Wo.)BEW | Erstveröffentlichung: 13. September 2010                          |
| 2011 | La fée Zaz                             | — | — | — | FR40 (45 Wo.)FR | BEW7 (21 Wo.)BEW | Erstveröffentlichung: 14. Februar 2011                            |
| 2011 | Éblouie par la nuit Zaz                | — | — | — | FR13 (42 Wo.)FR | BEW34 (2 Wo.)BEW | Erstveröffentlichung: 7. November 2011                            |
| 2013 | On ira Recto verso                     | DE47 (2 Wo.)DE | AT74 (1 Wo.)AT | CH15 Gold · (17 Wo.)CH | FR12 (57 Wo.)FR | BEW16 (14 Wo.)BEW | Erstveröffentlichung: 11. März 2013 Verkäufe: + 15.000            |
| 2013 | Trop sensible Zaz                      | — | — | — | FR52 (3 Wo.)FR | — | Charteinstieg: 11. Mai 2013                                       |
| 2013 | Si Recto verso                         | — | — | — | FR34 (23 Wo.)FR | — | Erstveröffentlichung: 14. Oktober 2013                            |
| 2013 | Belle Recto verso                      | — | — | — | FR119 (6 Wo.)FR | — | Erstveröffentlichung: 15. November 2013                           |
| 2014 | Gamine Recto verso                     | — | — | — | FR169 (2 Wo.)FR | — | Erstveröffentlichung: 24. März 2014                               |
| 2014 | Paris sera toujours Paris Paris        | — | — | — | FR48 (5 Wo.)FR | — | Erstveröffentlichung: 15. September 2014                          |
| 2014 | Sous le ciel de Paris Paris            | — | — | — | FR170 (1 Wo.)FR | — | Erstveröffentlichung: 7. November 2014                            |
| 2014 | Champs Élysées Paris                   | — | — | — | FR177 (1 Wo.)FR | — | Erstveröffentlichung: 7. November 2014                            |
| 2015 | Si jamais j’oublie Sur la route        | — | — | CH43 (1 Wo.)CH | FR11 (32 Wo.)FR | BEW27 (2 Wo.)BEW | Erstveröffentlichung: 9. Oktober 2015                             |
| 2015 | Tous les cris les S.O.S. Sur la route  | — | — | — | FR16 (21 Wo.)FR | — | Erstveröffentlichung: 7. Dezember 2015                            |
| 2018 | Qué vendrá Effet miroir                | — | — | — | — | — | Erstveröffentlichung: 7. September 2018 Verkäufe: + 25.000        |
| 2021 | Imagine Isa                            | — | — | — | — | — | Erstveröffentlichung: 27. August 2021                             |
| 2022 | Animaux fragiles Des millions d’années | — | — | — | FR— GoldFR | — | Erstveröffentlichung: 27. Mai 2022 Verkäufe: + 100.000; mit Ycare |

### Gastbeiträge
| Jahr | Titel Album             | Höchstplatzierung, Gesamtwochen, AuszeichnungChartplatzierungen (Jahr, Titel, Album, Platzierungen, Wochen, Auszeichnungen, Anmerkungen) | Höchstplatzierung, Gesamtwochen, AuszeichnungChartplatzierungen (Jahr, Titel, Album, Platzierungen, Wochen, Auszeichnungen, Anmerkungen) | Höchstplatzierung, Gesamtwochen, AuszeichnungChartplatzierungen (Jahr, Titel, Album, Platzierungen, Wochen, Auszeichnungen, Anmerkungen) | Höchstplatzierung, Gesamtwochen, AuszeichnungChartplatzierungen (Jahr, Titel, Album, Platzierungen, Wochen, Auszeichnungen, Anmerkungen) | Höchstplatzierung, Gesamtwochen, AuszeichnungChartplatzierungen (Jahr, Titel, Album, Platzierungen, Wochen, Auszeichnungen, Anmerkungen) | Anmerkungen                                                     |
| Jahr | Titel Album             | DE | AT | CH | FR | BEW | Anmerkungen                                                     |
| ---- | ----------------------- | --- | --- | --- | --- | --- | --------------------------------------------------------------- |
| 2016 | Demain de bon matin Zaz | — | — | — | — | BEW43 (4 Wo.)BEW | Erstveröffentlichung: 20. Mai 2016 Boulevard Des Airs feat. Zaz |

Weitere Gastbeiträge
- 2014: Abbé Road – Le chemin de pierre (version pop) (Charity Song mit Nolwenn Leroy, Thomas Dutronc…)[17]
- 2023: Liebe ist … (Namika feat. Zaz)

## Auszeichnungen für Musikverkäufe
| Goldene Schallplatte - Polen - 2016: für die Single Si jamais j’oublie - 2023: für die Single Qué vendrá - Spanien - 2025: für das Lied La vie en rose Platin-Schallplatte - Polen - 2016: für das Album Recto verso - Russland - 2011: für das Album Zaz - Spanien - 2024: für die Single Je veux | 2× Platin-Schallplatte - Polen - 2012: für das Album Zaz - 2016: für das Album Paris |

Anmerkung: Auszeichnungen in Ländern aus den Charttabellen bzw. Chartboxen sind in ebendiesen zu finden.
| Land/RegionAuszeichnungen für Musikverkäufe (Land/Region, Auszeichnungen, Verkäufe, Quellen) | Gold       | Platin       | Diamant     | Verkäufe  | Quellen                     |
| -------------------------------------------------------------------------------------------- | ---------- | ------------ | ----------- | --------- | --------------------------- |
| Belgien (BRMA)                                                                               | 2× Gold2   | 4× Platin4   | —           | 150.000   | ultratop.be                 |
| Deutschland (BVMI)                                                                           | 3× Gold3   | 2× Platin2   | —           | 750.000   | musikindustrie.de           |
| Frankreich (SNEP)                                                                            | 3× Gold3   | 5× Platin5   | 3× Diamant3 | 2.200.000 | infodisc.fr snepmusique.com |
| Österreich (IFPI)                                                                            | 2× Gold2   | Platin1      | —           | 35.000    | ifpi.at                     |
| Polen (ZPAV)                                                                                 | 2× Gold2   | 5× Platin5   | —           | 135.000   | olis.pl                     |
| Russland (NFPF)                                                                              | —          | Platin1      | —           | 20.000    | lenta.ru                    |
| Schweiz (IFPI)                                                                               | 2× Gold2   | 4× Platin4   | —           | 135.000   | hitparade.ch                |
| Spanien (Promusicae)                                                                         | Gold1      | Platin1      | —           | 90.000    | elportaldemusica.es         |
| Insgesamt                                                                                    | 15× Gold15 | 23× Platin23 | 3× Diamant3 |           |                             |

## Künstlerauszeichnung
ECHO Pop
- 2015: in der Kategorie Beste Künstlerin international Rock/Pop